# Giacomo Rossi
Giacomo of Iacopo (de) Rossi (Parma, circa 1363 – San Secondo Parmense, 30 maart 1418) was een edelman en rooms-katholiek prelaat in het middeleeuwse Italië. Rossi was achtereenvolgens bisschop van Verona (1388-1413) onder Milanees bestuur en Venetiaans bestuur, vervolgens bisschop van Luni (1413-1415) en ten slotte aartsbisschop van Napels (1415-1418) in het koninkrijk Napels.
Zijn lang episcopaat in Verona stond in het kader van steun aan de heersende familie Visconti uit Milaan.

## Levensloop

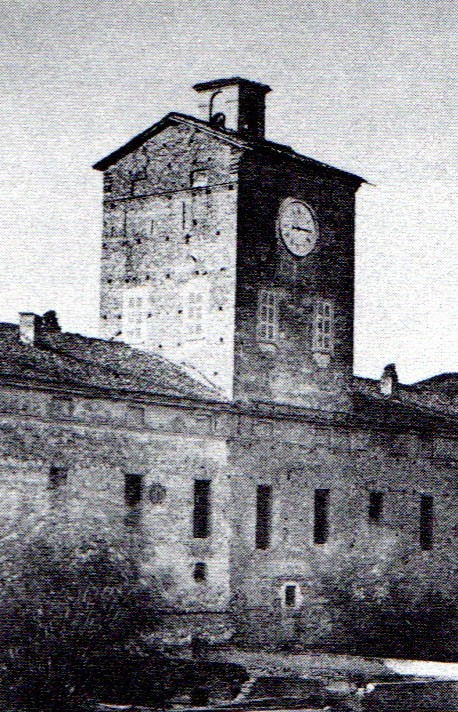
Voormalig slot van de familie Rossi in San Secondo Parmense, Italië (19e-eeuwse foto)

Rossi was een telg uit de grafelijke familie van San Secondo di Parma, meer bepaald van markies Bertrando de’Rossi juniore. Hij was verwant met de adellijke familie Visconti uit Milaan die haar macht over grote delen van Noord-Italië had uitgebreid. Dit was te danken aan de veldtochten van Gian Galeazzo Visconti. Deze militair was verwant en bevriend met Rossi, die zijn diensten aan Visconti had aangeboden. Rossi was namelijk een afgestudeerd kerkjurist van de universiteit van Pavia in Lombardije.
In 1388 verkoos het kapittel van Verona, een van de door Visconti veroverde steden, Rossi tot bisschop. Rossi verbleef weinig in Verona omwille van de vijandige houding van de Veronezen ten opzichte van de Milanese bezetter. Rossi verkreeg van Visconti fiscale vrijstellingen van zijn kerkelijke bezittingen in Verona. 
In 1403 eindigde de macht van Visconti in Verona. Er was een tijdelijk bestuur door de familie Carrara afkomstig uit Padua. De machtsstrijd werd definitief beslecht in 1405 met Verona's overgave aan Venetië. De republiek Venetië installeerde zich in Verona. De Venetianen en de Veronezen werkten samen bisschop Rossi buiten omwille van diens jarenlange pro-Milanese houding. Dit leidde ertoe dat paus Innocentius VII Rossi overplaatste naar het bisdom Luni (1413). Luni was een min of meer autonoom gebied in Ligurië. Lang bleef Rossi er niet. Hij reisde door naar het koninkrijk Napels voor een bevordering tot aartsbisschop van Napels (1415). 
Aartsbisschop Rossi stierf in het ouderlijk slot in de streek van Parma.